# Andrij Taran

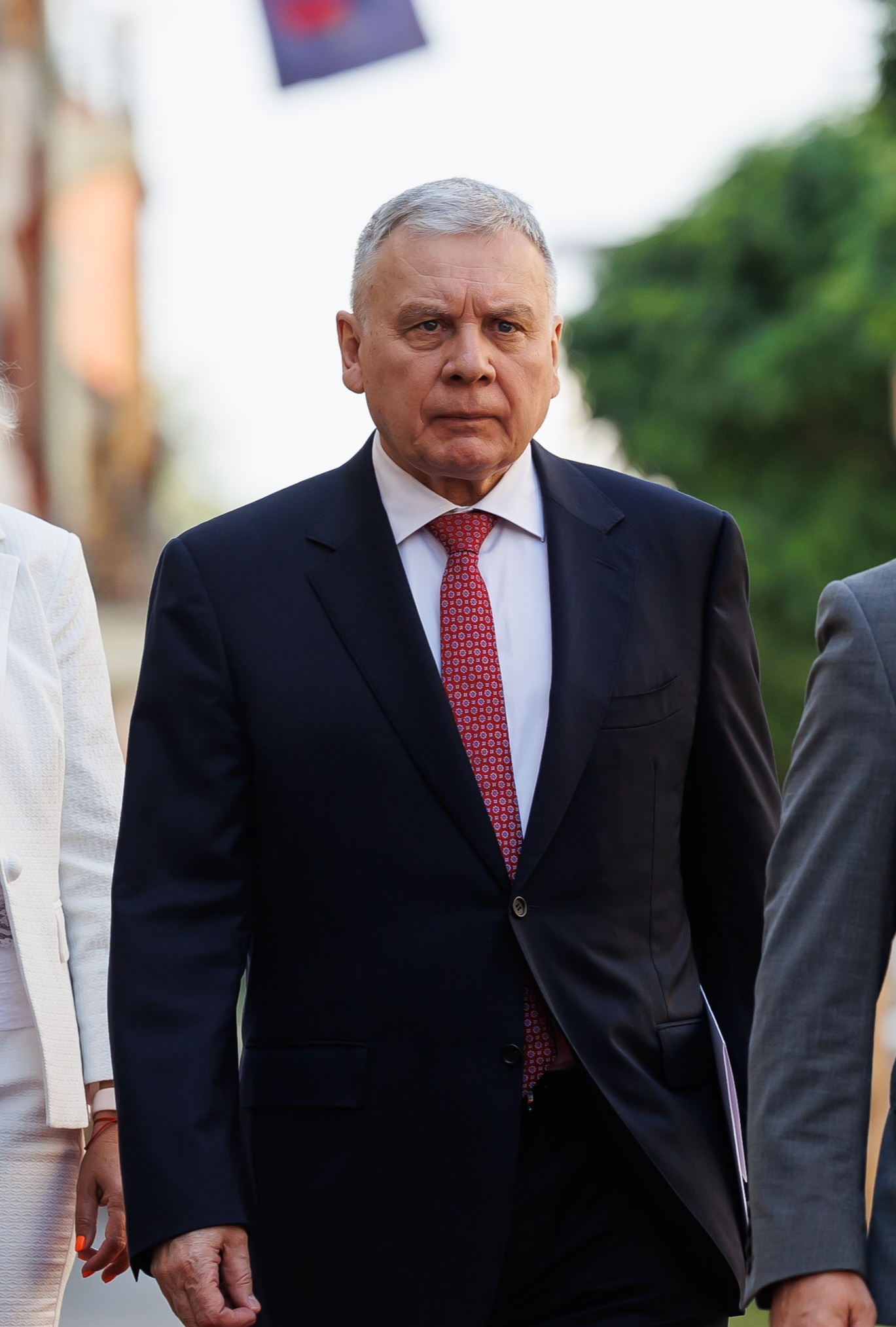
Andrij Taran (2022)

Andrij Wassyljowytsch Taran (ukrainisch Андрій Васильович Таран, wiss. Transliteration Andrij Vasylʹovyč Taran; geb. 4. März 1955 in Frankfurt (Oder), DDR) ist ein sowjetisch-ukrainischer Militär und Politiker. Vom 4. März 2020 bis zum 3. November 2021 war er Verteidigungsminister der Ukraine.

## Leben

### Jugend und Ausbildung
Tarans Eltern waren Angehörige der Gruppe der Sowjetischen Streitkräfte in Deutschland und zum Zeitpunkt seiner Geburt in Frankfurt (Oder) stationiert.
In den 1970er Jahren absolvierte Taran die Erste Artillerieschule Kiew (heute Nationale Universität für Verteidigung der Ukraine Iwan Tschernjachowski) mit der Spezialisierung auf militärischem Funkingenieurwesen. Anschließend diente er in der Sowjetarmee. In den 1980er Jahren absolvierte er die Akademie der Luftwaffe für Luftverteidigung Kiew mit einem Abschluss in Combat Management. Außerdem wurde er am Institut für Internationale Beziehungen der Nationalen Taras-Schewtschenko-Universität Kiew und im diplomatischen Dienst ausgebildet. Von 1995 bis 1996 studierte Taran an der National Defense University in Washington, D.C. und erhielt einen Master in Nationaler Ressourcenstrategie.

### Nach der Unabhängigkeit der Ukraine
Von 1992 bis 1994 arbeitete Taran im Zentralbüro des Verteidigungsministeriums der Ukraine. Anschließend wechselte er in die Hauptdirektion des Verteidigungsministeriums für Geheimdienste. Er arbeitete für den Nationalen Sicherheits- und Verteidigungsrat der Ukraine als Experte im Zentrum für strategische Planung und Analyse. Von 1996 bis 1998 war er wieder im Zentralbüro des Verteidigungsministeriums der Ukraine tätig.
Von 1999 bis 2004 war Taran Militärattaché an der Ukrainischen Botschaft in Washington, D.C. Danach arbeitete er bis 2008 als Leiter im Verteidigungsministerium; anschließend war er stellvertretender Chef des Militärischen Nachrichtenabwehrdienstes. Von 2011 bis 2014 war er Vertreter des Verteidigungsministeriums in der Delegation der Ukraine bei den Vereinten Nationen und von September bis November 2015 Mitglied der Untergruppe für Sicherheitsfragen der Trilateralen Kontaktgruppe zur Ukraine (Ukraine, Russland, OSZE) zum Krieg im Donbass. Von April bis August 2015 war Taran Vertreter der Ukraine in der Gemeinsamen Kontroll- und Koordinierungsstelle (ukrainisch Спільний центр з контролю та координації, СЦКК Spilnyj zentr s kontrolju ta koordynaziji, SZKK) zur Umsetzung des Protokolls von Minsk und von Dezember 2015 bis April 2016 war er als Erster Stellvertretender Befehlshaber der Streitkräfte der Ukraine eingesetzt. Im Jahre 2016 wurde er aus Altersgründen im Rang eines Generalleutnants aus den Streitkräften der Ukraine verabschiedet.
Anfang 2019 leitete Taran das Wahlhauptquartier des Präsidentschaftskandidaten Ihor Smeschko bei den Präsidentschaftswahl in der Ukraine 2019. Bei den Parlamentswahl in der Ukraine 2019 am 21. Juli 2019 kandidierte er für die konservative Partei Stärke und Ehre auf Listenplatz 24, wurde jedoch nicht Mitglied des Parlaments.
Am 4. März 2020 wurde Taran Verteidigungsminister der Ukraine im Kabinett Schmyhal. Er bekleidete das Amt bis zum 3. November 2021.

## Auszeichnungen
- Bogdan-Chmelnizki-Orden II. Klasse, 2008[7]
- Bogdan-Chmelnizki-Orden III. Klasse

## Trivia
Taran ist verheiratet und hat zwei Kinder. Er spricht Ukrainisch, Russisch und fließend Englisch.